# روبيرتو مارتينيز
روبيرتو مارتينيز مونتوليو (بالإسبانية: Roberto Martínez Montoliú) وهو لاعب كرة قدم إسباني محترف سابق، ويشغل حاليًا منصب المدير الفني للمنتخب البرتغالي.

## الإنجازات

### كلاعب
ريال سرقسطة
- كأس ملك إسبانيا: 1993–94[2]

ويغان أثليتك
- الدوري الإنجليزي الدرجة الثالثة: 1996–97[2]
- كأس دوري كرة القدم الإنجليزية: 1998–99

سوانزي سيتي
- كأس دوري كرة القدم الإنجليزية: 2005–06

فردية
- فريق العام من اتحاد لاعبي كرة القدم المحترفين: 1995–96، 1996–97

### كمدرب
سوانزي سيتي
- الدوري الإنجليزي الدرجة الأولى: 2007–08

ويغان أثليتك
- كأس الاتحاد الإنجليزي: 2012–13

بلجيكا
- كأس العالم المركز الثالث: 2018

البرتغال
دوري الامم الاوروبية 2025

## روابط خارجية
- روبيرتو مارتينيز على موقع قاعدة بيانات كرة القدم.إي يو (الإنجليزية)
- روبيرتو مارتينيز على موقع ناشيونال فوتبول تيمز (الإنجليزية)
- روبيرتو مارتينيز على موقع Soccerbase.com (لاعب) (الإنجليزية)
- روبيرتو مارتينيز على موقع Soccerbase.com (مدرب) (الإنجليزية)
- روبيرتو مارتينيز على موقع Soccerway.com (الإنجليزية)
- روبيرتو مارتينيز على موقع عالم كرة القدم.نت (الإنجليزية)